# 1978年沖繩縣知事選舉
1978年冲绳县知事选举是沖繩縣於1978年12月10日舉行的沖繩縣知事選舉，此次選舉是提前选举，保守派的西銘順治从革新派手中夺得政权。

## 概述
由于1976年沖繩縣知事選舉当选的平良幸市在1978年11月因脑血栓辞任知事，而举行沖繩縣知事的提前选举。选举是保守派的元自由民主党衆議院议员西銘順治，与革新派擁立的知花英夫一对一对决。

## 选举结果
选举结果保守派西銘順治击败知事选革新共斗会议的知花英夫，从革新派手中夺得政权，同时这也是冲绳返还后首次黨派輪替。
- 投票率 ：80.93%（▼1.14%）[2]

| 當選 | 候选人   | 所屬黨派           | 立场   | 得票数  | 得票率 |
| ---- | -------- | ------------------ | ------ | ------- | ------ |
| 當選 | 西銘順治 | 無所屬             | 保守派 | 284,049 | 52.41% |
|      | 知花英夫 | 知事选革新共斗会议 | 革新派 | 257,902 | 47.59% |